# 中纤龙属
中纤龙（学名：Mesoleptos）是沧龙超科的一个属，生存于晚白垩世的欧洲和中东。中纤龙体型很小，长度还不到一米，脖子又窄又长。